# Reiner Winkler
Reiner Winkler (* 1961 in Stadtallendorf) ist ein deutscher Manager und war bis Ende 2022 Vorstandsvorsitzender der MTU Aero Engines.
Winkler absolvierte ein Studium der Betriebswirtschaftslehre an der Philipps-Universität Marburg/Lahn, das er als Diplom-Kaufmann abschloss. Seit Mai 2005 gehört er dem Vorstand der MTU Aero Engines, dessen Vorsitz er im Januar 2014 als Nachfolger Egon Behles übernahm, an.
Seit Aufnahme seiner Tätigkeit bei der MTU im Jahr 2001 war Winkler Geschäftsführer der Ressorts Finanzen, Personal und IT. Zuvor hat er als Geschäftsführer die Bereiche Finanzen und Controlling bei der Temic Telefunken microelectronic GmbH geleitet. Weitere berufliche Stationen waren die Daimler-Benz AG sowie die Siemens AG.